# Radenín
Radenín (německy Radenin) je obec v okrese Tábor v Jihočeském kraji. Žije v ní 497 obyvatel.

## Historie
První písemná zmínka o vesnici pochází z roku 1300.

## Obyvatelstvo
| Rok            | 1869  | 1880  | 1890  | 1900  | 1910  | 1921  | 1930  | 1950  | 1961  | 1970 | 1980 | 1991 | 2001 | 2011 | 2021 |
| -------------- | ----- | ----- | ----- | ----- | ----- | ----- | ----- | ----- | ----- | ---- | ---- | ---- | ---- | ---- | ---- |
| Počet obyvatel | 2 122 | 2 154 | 1 989 | 1 819 | 1 615 | 1 522 | 1 413 | 1 048 | 1 141 | 860  | 687  | 520  | 440  | 522  | 530  |
| Počet domů     | 223   | 227   | 242   | 239   | 247   | 252   | 265   | 278   | 252   | 231  | 211  | 263  | 287  | 298  | 308  |

## Obecní správa

### Části obce
- Bítov
- Kozmice
- Hroby
- Lažany
- Nuzbely
- Terezín

### Obecní symboly
Znak a vlajka byly obci uděleny rozhodnutím předsedy Poslanecké sněmovny Parlamentu České republiky dne 1. října 2015.

## Pamětihodnosti
- Zámek Radenín, v současnosti sloužící jako dětský domov
- Kostel svaté Markéty[8]
- Kříž u kostela
- Pohřební kaple hrabat Baillet de Latour naproti kostelu[9]
- Pomník obětem světových válek
- Židovský hřbitov severovýchodně od obce
- Bývalá synagoga
- Výklenková kaplička svatého Jana Nepomuckého
- Budova bývalého pivovaru
- Boží muka u pivovaru
- Myslivna na jihozápad z vesnice
- Maďalová alej podél silnice z Krtova na Nuzbely

## Slavní rodáci
- Přibík Pulkava z Radenína († 1380), spisovatel, kronikář a farář
- Zuzana Černínová z Harasova (1600–1654), šlechtična
- Humprecht Jan Černín (1628–1682), šlechtic a diplomat

## Galerie

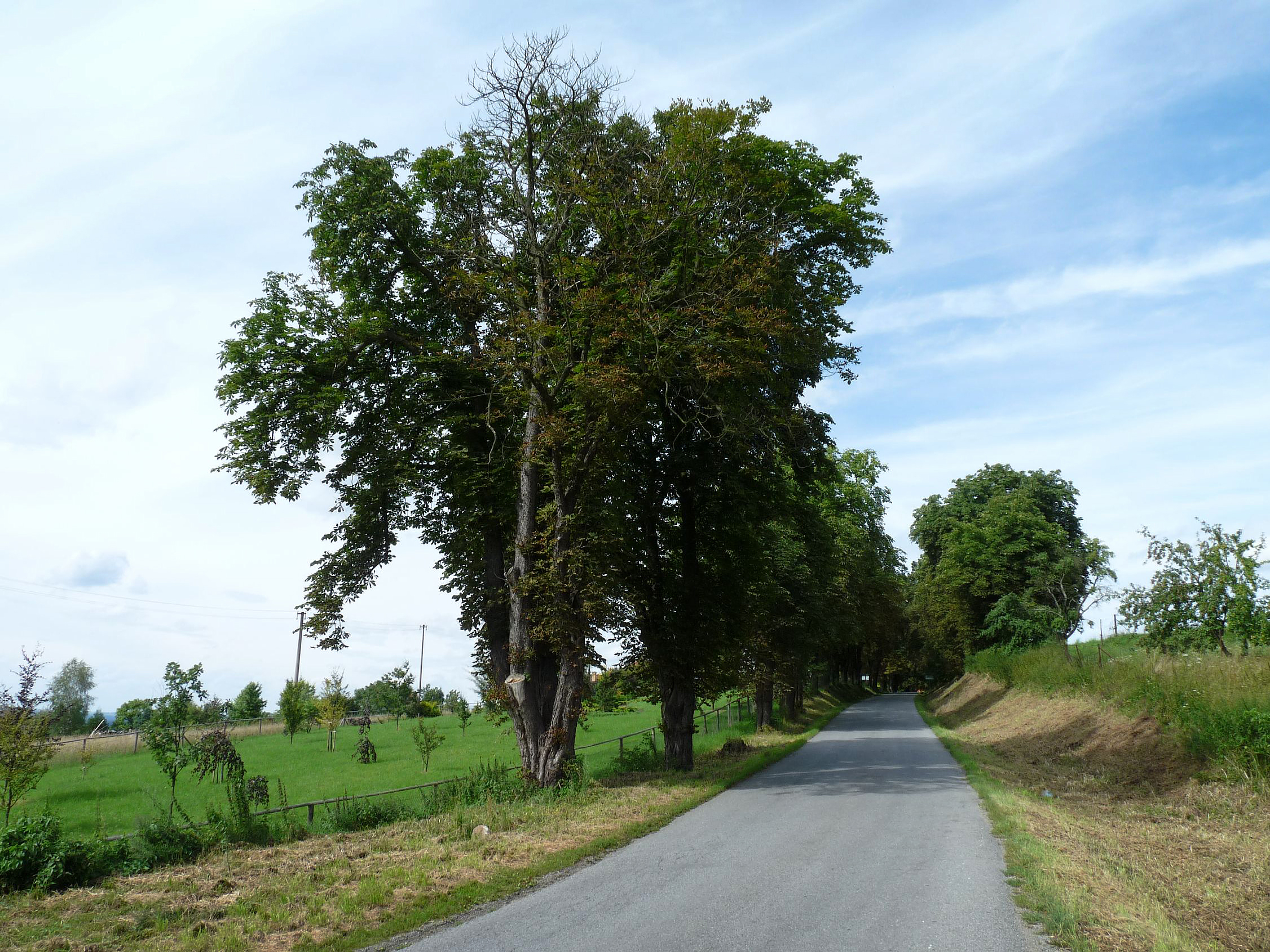
Maďalová alej jižně od Radenína
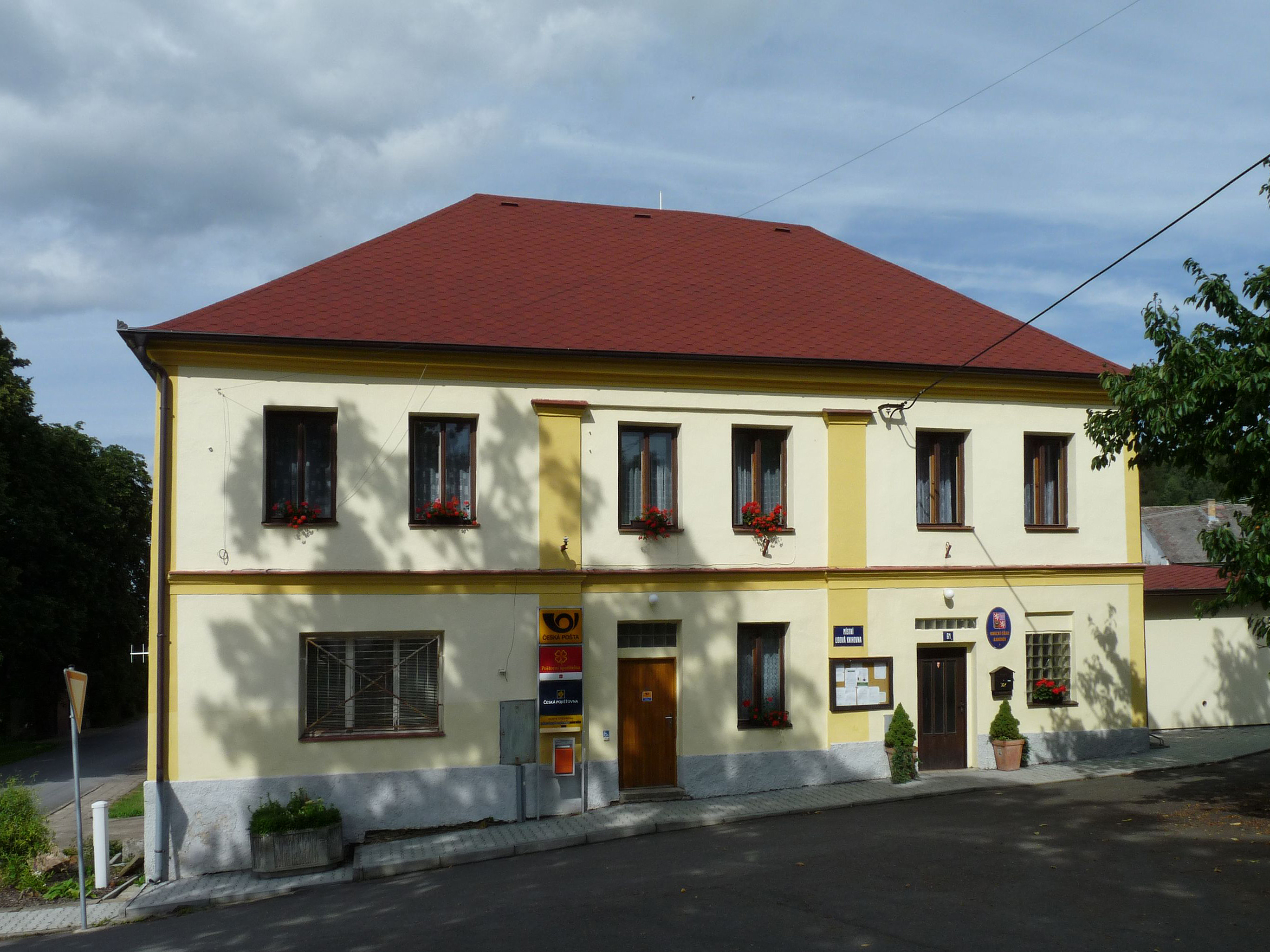
Obecní úřad
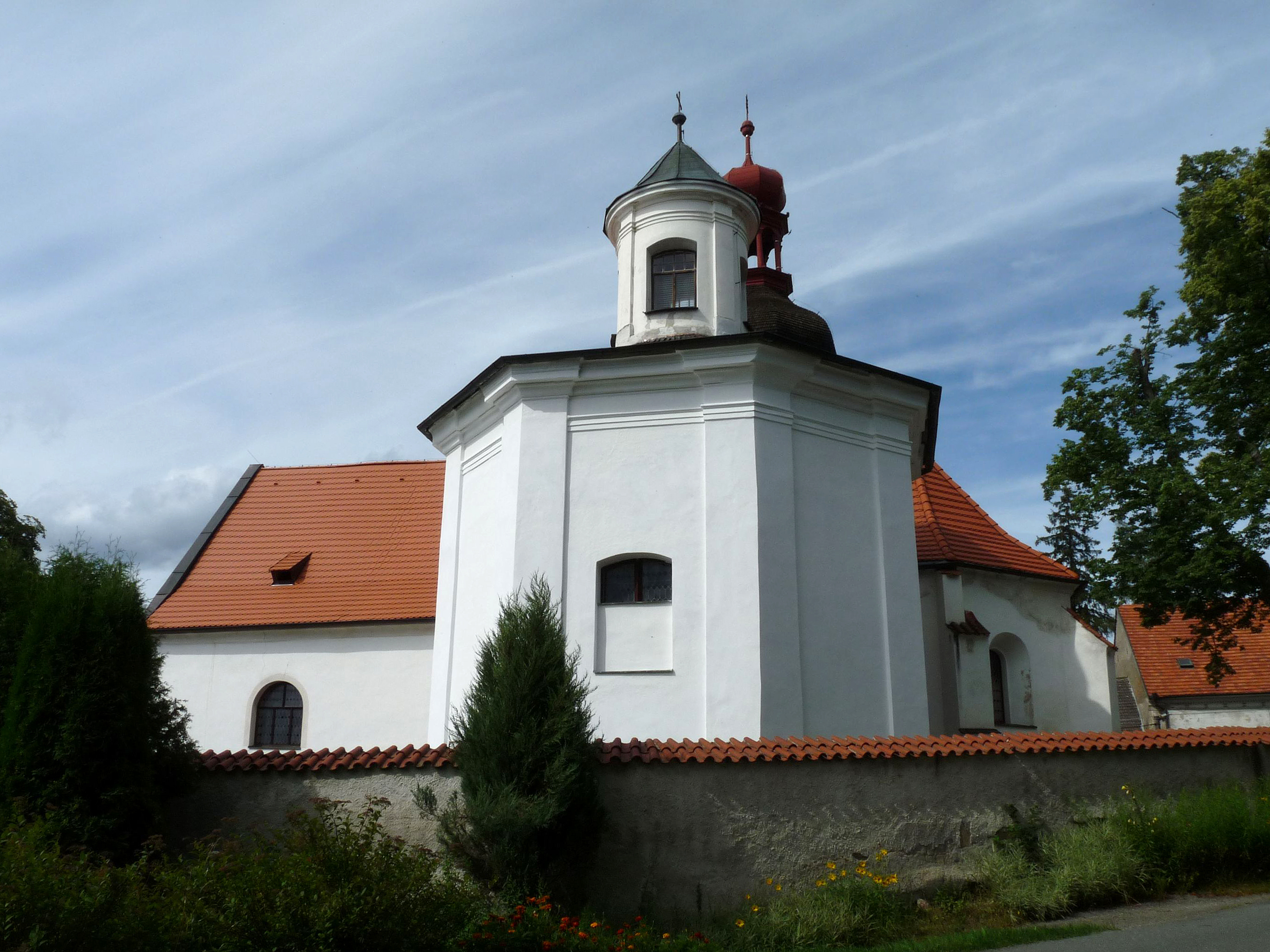
Kostel sv. Markéty
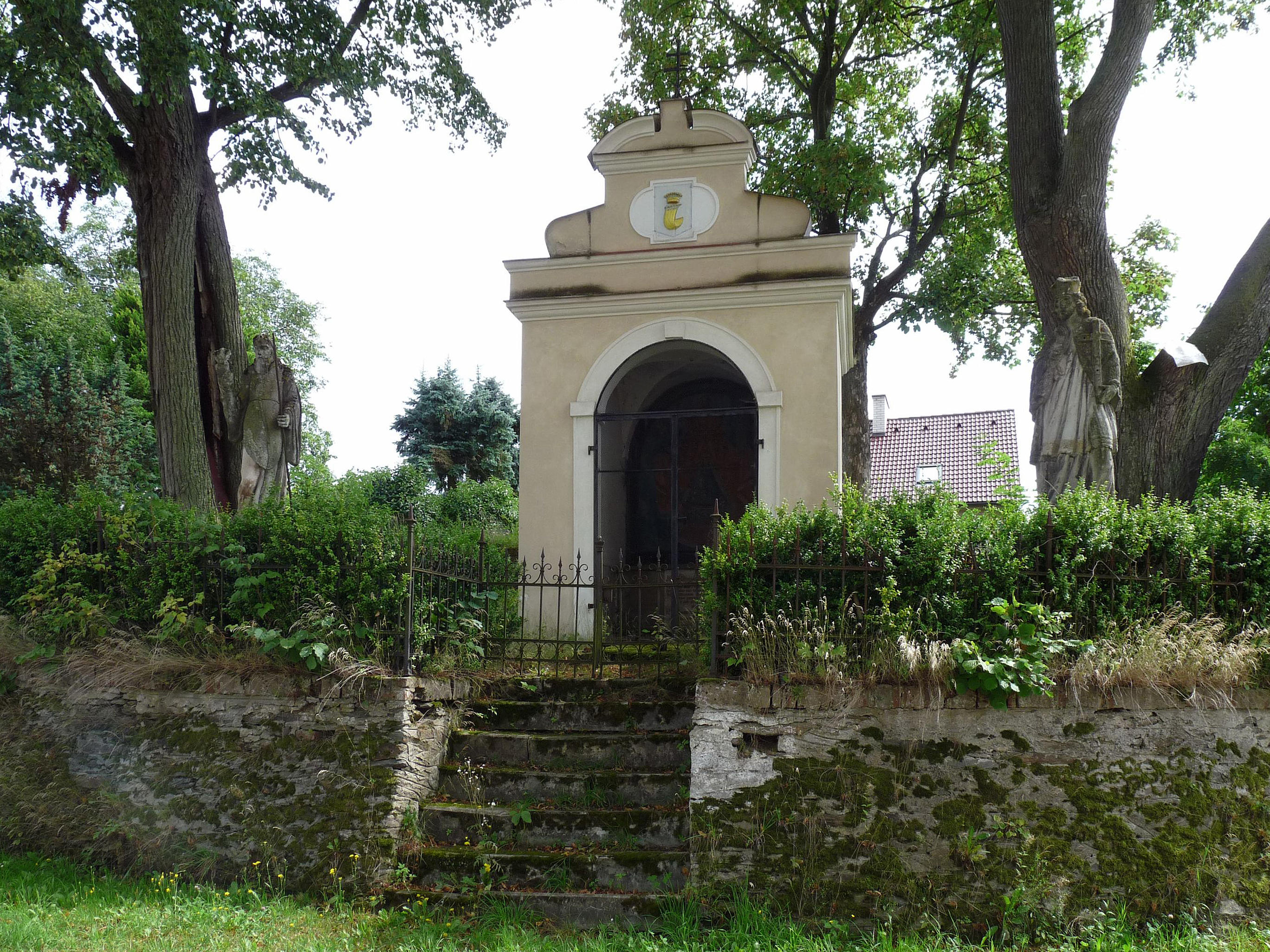
Hrobka Latourů